# 牧畜民

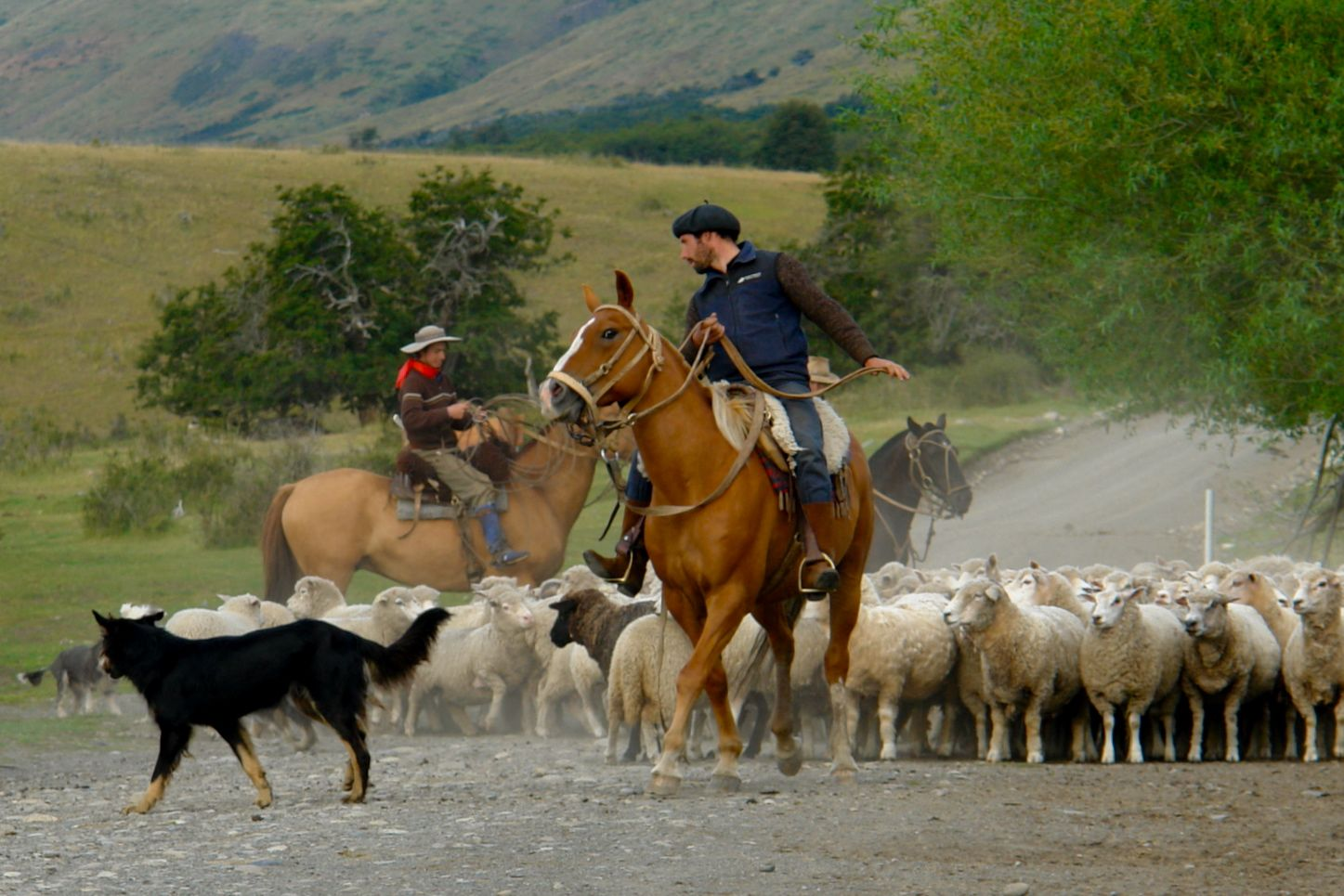
アルゼンチン、パタゴニアの羊飼いの羊

牧畜民（ぼくちくみん、英語: Herder）とは、さまざまな家畜の世話し、それらの家畜の為の牧草地をさまよう半遊牧生活をしている労働者である。
未成年の場合はherdboy（ヘルドボーイ）、大人の場合はHerdman（ヘルドマン）と呼ばれる。
多くの場合屋外での仕事で、家畜が必要とする牧草を求め牧草地を移動し放牧する。家畜を放牧する牧草地は特定の個人が所有をしていない共有地である。